# Ketura
Ketura (hebr. קְטוּרָה) – postać biblijna, druga żona Abrahama, którą ten poślubił po śmierci Sary.

## Życiorys
Imię drugiej żony Abrahama pochodzi z języka hebrajskiego i oznacza kadzidło. Z małżeństwa Ketury i Abrahama pochodziło sześciu synów:
- Zimran,
- Jokszan,
- Medan,
- Midian,
- Jiszbak,
- Szuach.

Synowie Ketury i Abrahama dali początek sześciu arabskim plemionom w północnej i wschodniej Palestynie.